# Arma Christi

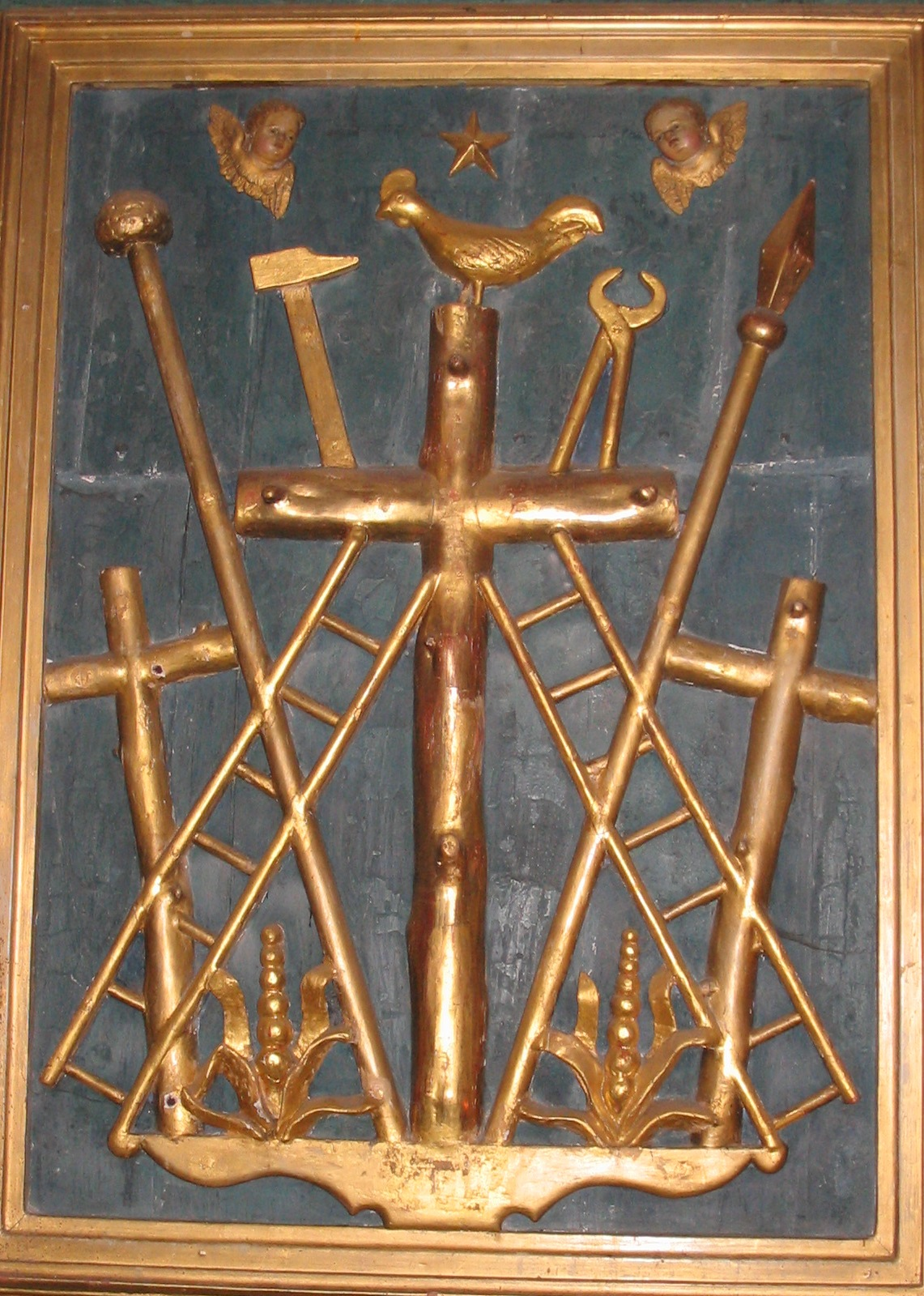
Avbildning av föremål ur passionshistorien. Tre kors, stege, svamp på käpp, hammare, tupp, tång och lans.

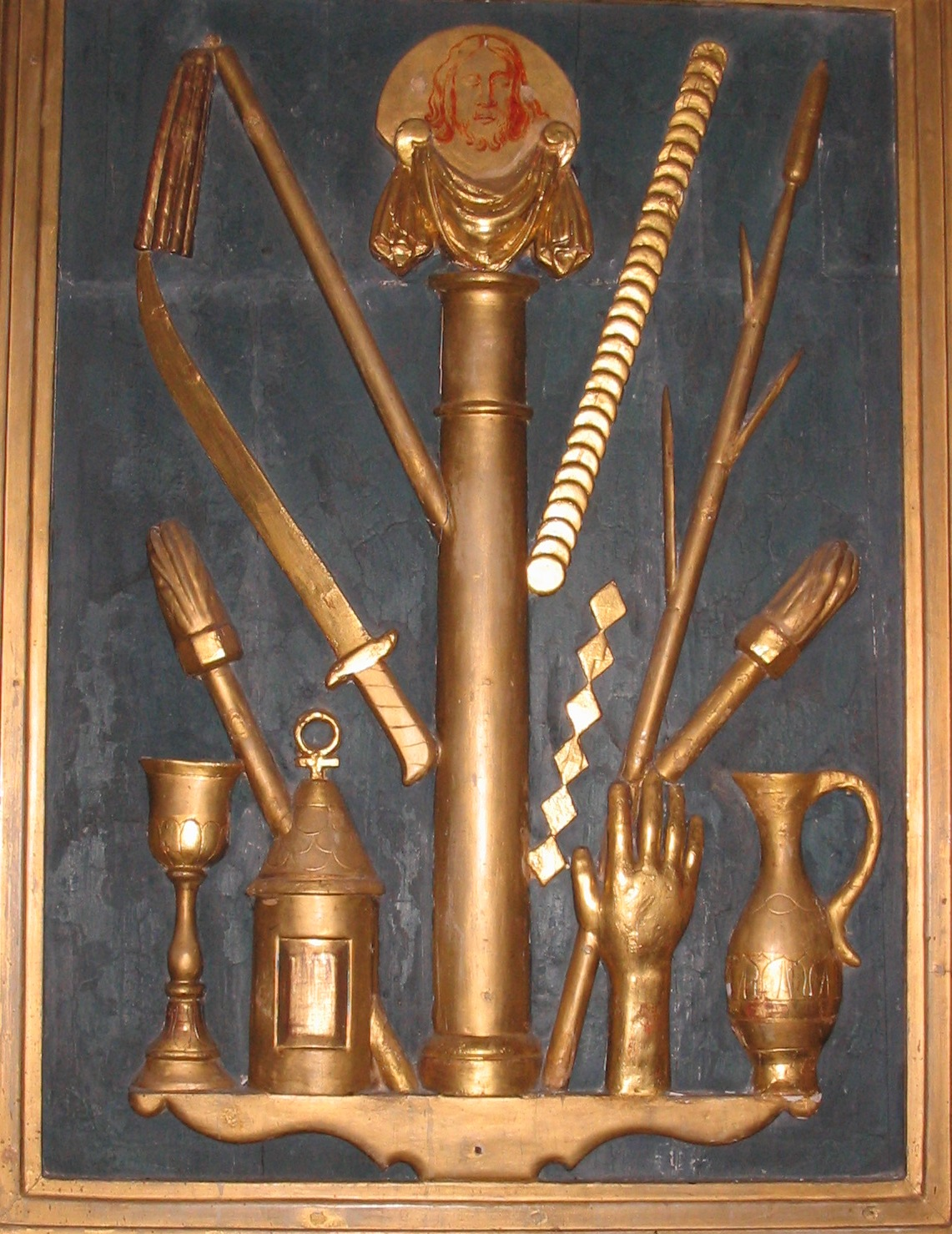
Avbildning av föremål ur passionshistorien, fortsättning. Kalk, fackla, lykta, svärd, piska, pelare, Veronikas slöja, trettio silvermynt, vasstrå, hand och kärl med surt vin.

Arma Christi, ungefär Kristi vapen, även kallade passionsredskapen, är föremål hämtade ur passionshistorien. Passionshistorien är berättelsen om Jesus fängslande, dom, korsfästelse, begravning och uppståndelse som den återges i de fyra evangelierna i Nya Testamentet i Bibeln. Föremålen är vapen i heraldisk mening och vapen med meningen verktyg, som Jesus behövde för att uppnå sina mål. Samtliga föremål har enskilt vördats bland de kristna, de syns avbildade symboliskt på kristna byggnader och konstverk. De flesta föremålen eller delar av dem har återupptäckts och vördas som reliker i kyrkor. Avbildningar av föremålen innehåller en eller flera av dessa och korset Jesus korsfästes på finns nästan alltid med. Flera ingår också i korsvägsandaktens fjorton stationer.
- Kalken, den heliga graal, som Jesus använde vid sista nattvarden.
- Trettio silvermynt, eller en pengapåse, betalningen Judas fick för att förråda Jesus.
- Lyktorna eller facklorna som de romerska soldaterna använde när de arresterade Jesus.
- Svärden och påkarna soldaterna bar på när de arresterade Jesus.
- Svärdet Petrus använde när han högg örat av översteprästens tjänare under arresteringen, ibland också ett människoöra.
- Handen som örfilade Jesus.
- Kedjorna som fjättrade Jesus.
- Pelaren eller kolonnen som Jesus var fjättrad vid när han piskades.
- Piskan med vilken 39 piskrapp utdelades.
- Jesu kläder som Jesus bar vid arresteringen.
- Tärningen som de romerska soldaterna använde för att spela om klädet.
- Törnekronan som placerades på Jesu huvud när han hånades för att vara judarnas konung.
- Vasstråt, eller isopstjälken, som placerades i Jesus hand som en spira när han hånades.
- Den lila kappan som Jesus kläddes i som mantel när han hånades.
- Hammaren som användes för att spika fast Jesu händer och fötter på korset.
- Spikarna med vilka Jesus spikades fast på korset och som orsakade de fyra såren på händerna och fötterna.
- Korset som Jesus korsfästes på, ensamt eller flankerat av de två rövarnas kors.
- Titulus Crucis, ungefär Korsets titel, lappen fäst på korset där Jesus benämns Jesus från Nasaret, judarnas konung. Texten kan exempelvis vara på latin:Iesus Nazarenus Rex Iudaeorum, ofta förkortat INRI eller på grekiska (Ἰησοῦς ὁ Ναζωραῖος ὁ Bασιλεὺς τῶν Ἰουδαίων), hebreiska (ישו מנצרת, מלך היהודים) eller annat språk.
- Den heliga svampen, som fastsatt på bladvass, var indränkt i surt vin vilket Jesus erbjöds att dricka.
- Solen och månen som representanter för den solförmörkelse som enligt evangeliet inföll under korsfästelsen.
- Kärlet ur vilken soldaterna tog det sura vinet.
- Den Heliga lansen med vilken en romersk soldat utdelade det femte såret på Jesus.
- Jesu kläder som Jesus bar vid korsfästelsen.
- Stegen som användes för att ta ner Jesus från korset.
- Tången som använde för att ta bort spikarna.
- Svepningen som Jesus kropp lindades in i inför begravningen.
- Kärlet med myrra som bars fram av myrrbärarna för att smörja Jesus begravda kropp med.
- Tuppen som gol efter att Petrus hade förnekat Jesus tre gånger.

Ibland räknas också den slöja som Veronica använde för att torka av Jesus ansikte när han bar korset, Veronikas svetteduk, till föremålen ur passionshistorien.